# Hippolyte Leymarie
Pour les articles homonymes, voir Leymarie.
Hippolyte Leymarie, né à Lyon le 10 novembre 1809 et mort à Saint-Rambert-en-Bugey le 22 décembre 1844, est un peintre, graveur et illustrateur français.

## Biographie

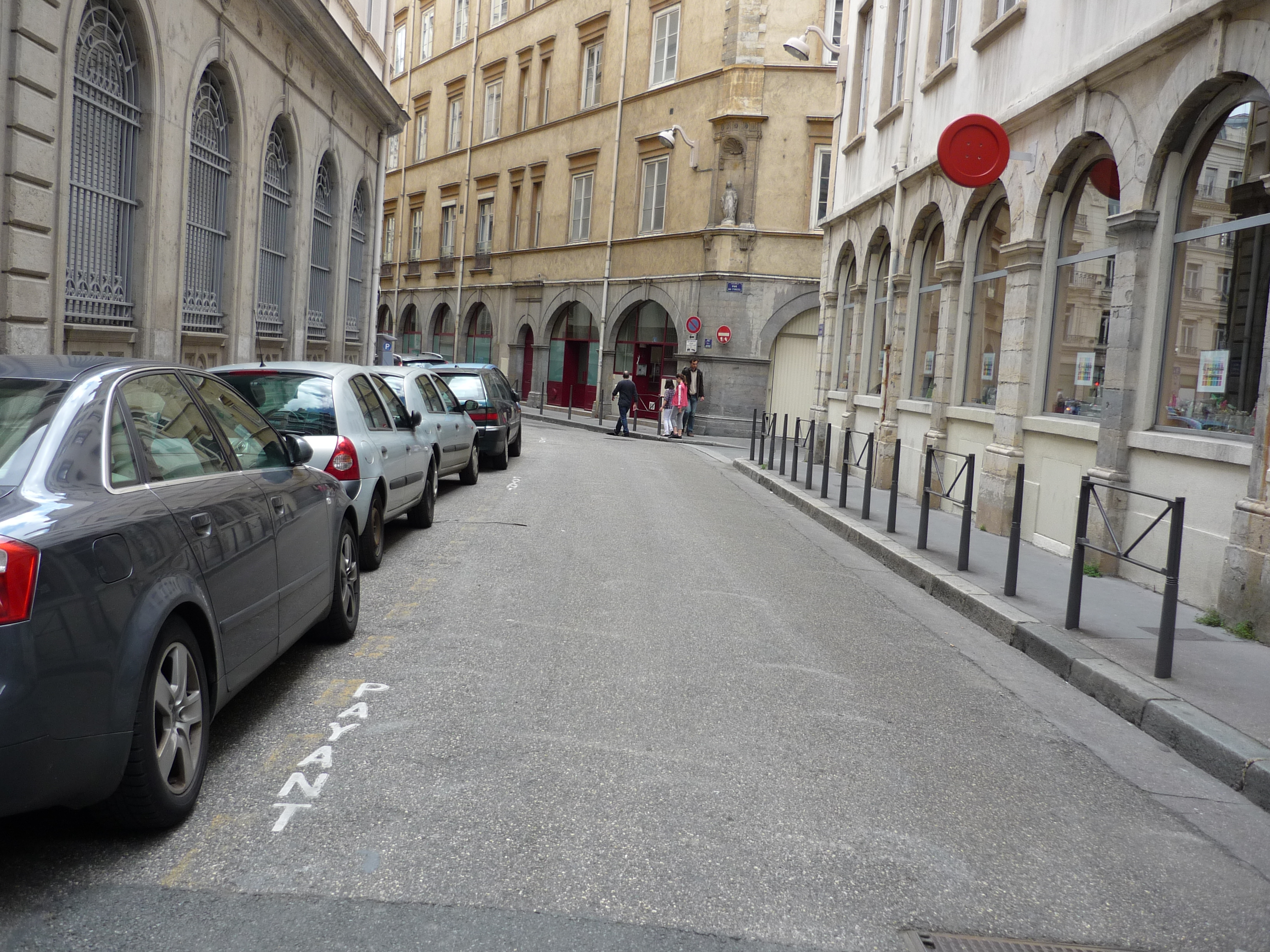
La Rue de la Gerbe, à Lyon.

Laurent Hippolyte Leymarie naît le 10 novembre 1809 à Lyon, « dans la maison no 3 qui fait l'angle de la rue de la Gerbe et de la rue Saint-Charles », et qui appartient alors à son père. Il est le fils d'un honorable négociant, Michel Gabriel Leymarie, et de son épouse, Pierrette Benière. 
Hippolyte Leymarie montre de bonne heure de rares aptitudes pour le dessin. Admis à l'école Saint-Pierre, il étudie la peinture florale dans la classe de M. Berjon pour devenir dessinateur de fabrique. Dégouté de la profession après 6 mois passé chez un fabricant, il décide de se consacrer uniquement à la peinture. Il entre chez le paysagiste Guindrant, chez qui il reste à peine une année. Son seul maître sera désormais la nature, qu'il observe avec l'œil du poète.
Selon Léonard Boitel, qui rédigea sa nécrologie pour la Revue du Lyonnais, il emménage à Saint-Rambert-en-Bugey avec sa mère, « forcé par l'état de sa santé à se mettre à l'abri des excitations de la grande ville et à laisser la vie errante du paysagiste. »
Là, « il agrandit le trésor de ses connaissances », étudie l'histoire, le blason, l'architecture et l'archéologie, travaille des eaux-fortes, dessine sur pierre et sur bois, compose de la peinture « sérieuse ».
Malgré l'influence incessante d'une maladie pulmonaire, il entreprend quelques voyages, parcourt le Midi de la France, voit la Belgique, l'Angleterre et l'Écosse, et en rapporte de belles et vigoureuses aquarelles.
C'est de sa paisible retraite de St-Rambert, « qu'il s'était plu à orner de meubles gothiques, d'armes et d'objets d'art », que partirent tous ses travaux, notamment tous les tableaux qu'il fit soit pour des amateurs, soit pour les expositions annuelles. Il écrit des articles dans Lyon ancien et moderne, qu'il illustre de son crayon et de son burin ; dans la Revue du Lyonnais, pour laquelle il dessine de spirituelles têtes de page ; dans l'Art en Province ; dans l'Album de l'Ain, l'Album de Saône-et-Loire et l'Album du Lyonnais, auxquels il donne de nombreuses lithographies et des eaux-fortes remarquables.
Hippolyte Leymarie est mort à l'âge de 35 ans, dans la nuit du 21 au 22 décembre 1844, d'une maladie pulmonaire dont il portait les germes depuis dix années environ.

## Œuvres

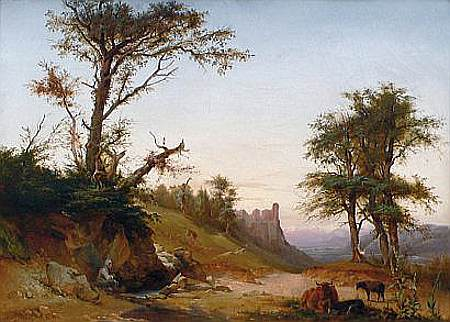
Paysage virgilien.

Les œuvres ci-dessous sont répertoriées dans La Revue du Lyonnais.

### Liste des tableaux exposés à Lyon
1836
- Intérieur de la Grotte de la Balme ;
- Promenade sur les bords de la Romanche ;
- Vue de Lausanne (Suisse) ;
- Vue de la fontaine de Vorage, près de Saint-Rambert-en-Bugey ;
- Vue de l’entrée du hameau de Vorage ;
- plus 3 sépia et une aquarelle.

1837

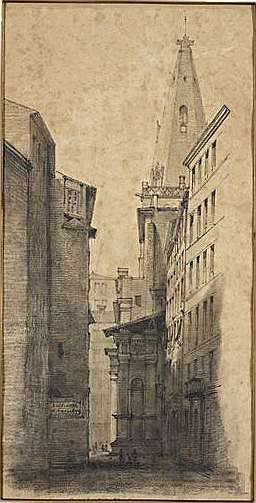
Laurent Hippolyte Leymarie, Lyon. St-Nizier. Vue prise de l'ancienne rue des Trois-Carreaux, 1837, dessin, 39,5 x 20 cm, musées Gadagne, inv. 588.

- Lyon. St-Nizier. Vue prise de l'ancienne rue des Trois-Carreaux, 1837, dessin, 39,5 x 20 cm, musées Gadagne, inv. 588.
- Vue prise du Bugey ;
- Vue prise de Bresse ;
- Une ville normande ; aquarelle ;
- Une villa de la Renaissance ; aquarelle.

1838
- Un navire chassant sur ses ancres ;
- Vue de Saint-Guilhem-du-Désert (Cévennes).

1839
- Vue de la vallée de Saint-Rambert ;
- Autre vue de la vallée de Saint-Rambert.

1840
- La Tour de la Halle à Bruges (Belgique). On aperçoit dans le fond le dôme de la Halle-aux-Draps et à droite, les tours de l'église de Saint-Sang. C'est une œuvre capitale de Leymarie.

1841
- Un paysage virgilien ;
- Londres à marée haute.Vue prise le soir dans le quartier de Rotherhithe. On aperçoit au fond le dôme et les clochers de Saint-Paul et à droite le steamer « le Président » ;
- Londres à marée basse.Vue prise le matin, en face de l'église Sainte-Mary-Rotherhithe.

1842
- La Rochetaillé, près de Saint-Rambert ;
- Souvenir des bords de la Méditerranée.

1843
- Souvenir du Bugey.

### Tableaux connus
- Vue de Lyon et du coteau de Fourvières, prise du Quai de Saône près du Pont Tillsit. Effet de soleil couchant.
- Pont de Reculafol, dans la Vallée de Saint Rambert, près d'Argis. Effets de crépuscule.
- Vue des bords de la Durance. Paysage harmonieux et très éclairé.
- Vue intérieure de la ville de Glasgow et 2 de ses édifices gothiques.
- Vue des ruines de l'ancien château des évêques d'Annecy. Effets de soleil couchant sur son déclin.
- Vue de Saint-Rambert prise à l'entrée de la ville. Effet de crépuscule.

## Publications
Les publications ci-dessous sont répertoriées dans La Revue du Lyonnais.

### Dansla Revue du Lyonnais
- Excursion à Dix.
- Essais de Critique :

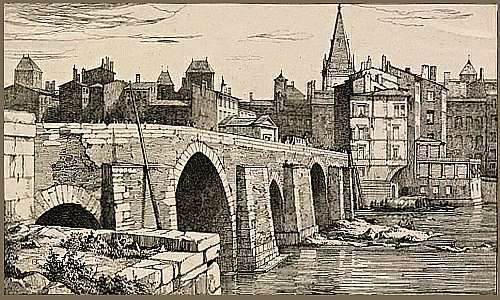
Pont de Pierre.

  - I. Les arts qui ont résisté à la barbarie ne sauraient résister à l'égoïsme et à l'influence des systèmes.
  - II. Il faut se méfier des jugements du peuple.
  - III. Il faut se méfier des privilégiés et des systèmes.
  - IV. De la critique relativement aux beaux arts et spécialement de St-Pierre de Rome.
  - V. Origine de l'indifférence pour les beaux arts, et de la manière de réformer le goût public.
- Courses d'artiste dans le Lyonnais : Du pittoresque en architecture.
- Un mot sur la critique de M. Bayle : Mémoires d'un touriste.
- Les bas de soie de Henry II.
- Observations générale sur la peinture encaustique.
- Considération sur la pipe, pour servir de complément à la physiologie du fumeur et en réponse au Mémoires du Docteur Montain contre le tabac.
- Du blason au XIXe siècle, et spécialement des armoiries de la ville de Lyon.
- Deville et Pailleu.
- Observations sur un bas-relief et sur une inscription de l'église Saint-Paul de Saint-Paul-de-Varax qui se rapportent au séjour de Saint-Antoine dans le Thébaïde.

On trouve dans cette publication les lithographies dont voici les sujets :
- Fenêtre à Meximieux ;
- Jubé de l'église de Brou ;

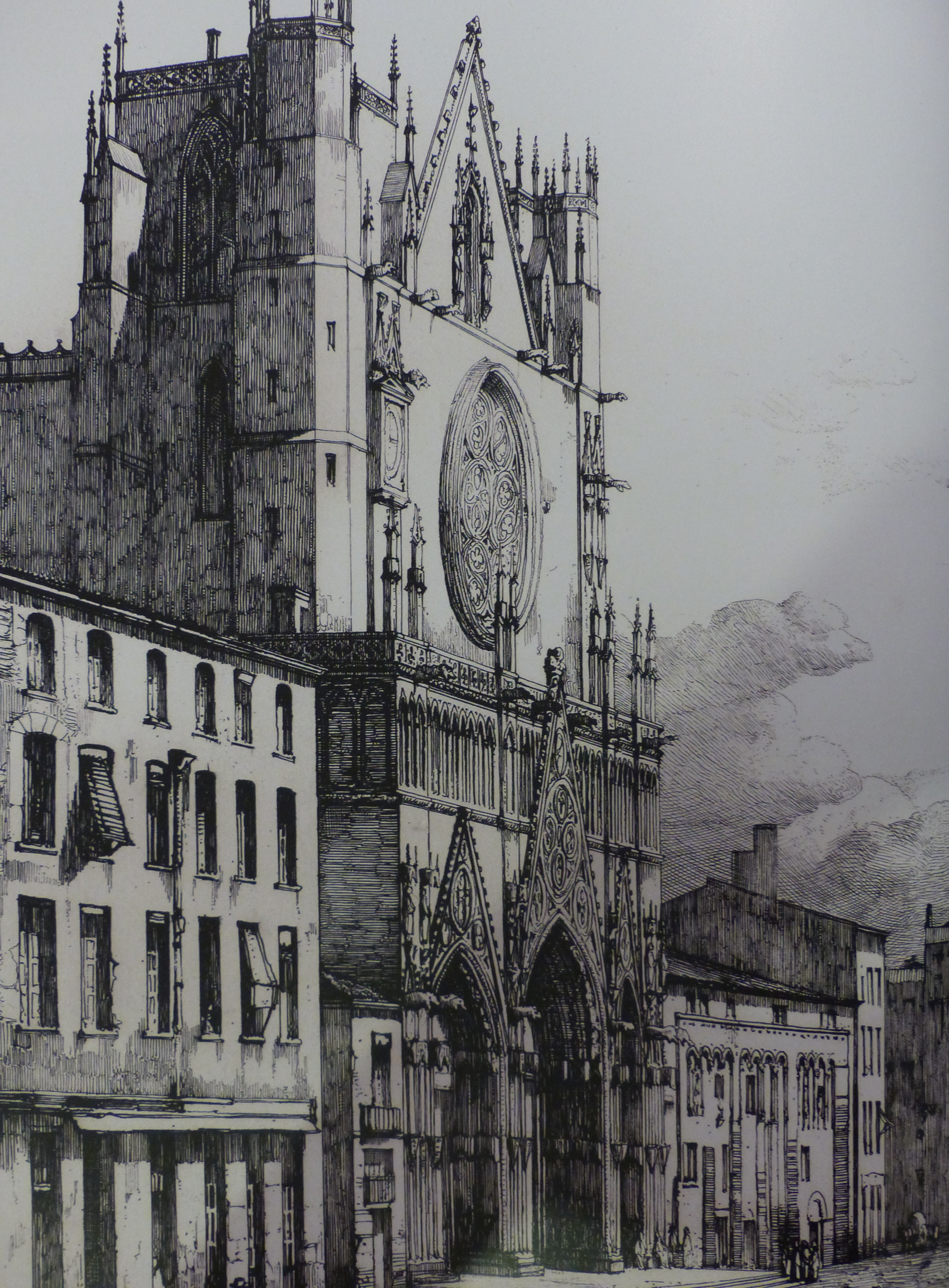
Façade ouest de la primatiale Saint-Jean de Lyon (1843).

- Crédence dans l'église de la Nativité-de-la-Sainte-Vierge de Villars-les-Dombes ;
- Tombeau dans l'église d'Ambronay (Ain) ;
- Église Saint-Paul de Saint-Paul-de-Varax ;
- Église Saint-André de Saint-André-de-Bâgé (à la plume) ;
- Église de Vandeins (à la plume) ;
- Église de Nantua (eau-forte) ;
- Ancienne maison commune de St-Rambert ;
- Vue prise en Dombes.

### DansL'Album de Saône-et-Loire
Publié par M. A. Pelliat en 1841, 9 lithographies
- Brezzé-le-Châtel : Cour d'honneur ;
- Vue générale prise du sud ;
- Sculpture du portail ;
- Chalon-sur-Saône ;
- Porte de Beaune, 1780 ;
- Église St-Vincent, 1780 ;
- Chancellerie ;
- Crédence dans l'église Si-Vincent ;
- l'Hôpital. Cette dernière planche a été faite en commun avec M. A. Pelliat.

### DansL'Album de l'Ain
- Promenades archéologique et pittoresque dans le département de l'Ain
- Ambronay
- La Dombes
- Différentes manières d'envisager le Pays de Dombes
- Histoires et paysages
- Aperçu historique sur la Dombes et la Bresse
- Saint-Paul-de-Varax
- Saint-André-de-Bâgé
- Promenades archéologique et pittoresque dans  sur la Bresse et la Dombes
- Villars
- Vandeins

### DansL' Art en Province
- Promenades archéologique et pittoresque dans le midi de la France

avec 3 eaux fortes
- Baumes du Paradis
- Pont-en-Royans
- Vallée du Guiers-Mort, en Grande-Chartreuse

et 2 lithographies
- Tours de la Cathédrale de Valence
- Abside de la Cathédrale de Valence, Drôme

### DansLyon ancien et moderne
- notice sur les aqueducs
- sur l'église d'Ainay
- sur l'église de Saint-Nizier
- sur l'église de Saint-Jean
- avec de nombreux dessins sur bois et 30 gravures sur cuivre

### Dansl'Album du Lyonnais
- Notices de Belleville
- de Châtillon-d'Azergue
- de Francheville
- de Dardilly
- des Étangs de Lavore

### Divers
- Histoire manuscrite de Saint-Rambert-en-Bugey adressée à la Société royale d'émulation de l'Ain (ce travail lui valut le titre d'Inspecteur des monuments historiques).
- Publiée à titre posthume : « Notice historique et descriptive sur la ville et l'abbaye de Saint-Rambert de Joux, Département de l'Ain ». In-8. Lyon, imprimerie d'Aimé Vingtrinier. 1854.
- Eaux-fortes : huit grandes planches in-4, tiré à vingt-cinq exemplaires destinés à ses amis.
- 1 : Un moulin pris à Tenay.
- 2, 3, 6 : Paysages du Bugey.
- 4 : Une vue du Rhin.
- 8 : « Le pittoresque torrent qui court au pied de sa demeure, dont on voit surgir le faite à travers le feuillage ».

Ces planches ont été faites après les premiers travaux qu'il entreprit en ce genre pour « Lyon ancien et moderne » ; elles montrent les rapides progrès de leur auteur dans cette voie nouvelle.